# Helmut Selbach
Helmut Selbach (* 31. Mai 1909 in Köln; † 3. Januar 1987) war ein deutscher Neurologe und Psychiater, Hirnforscher und Hochschullehrer.

## Leben
Helmut Selbach war Sohn des Kaufmanns Paul Selbach und dessen Ehefrau Julie, geborene Abi. Nach dem Abitur in Linz am Rhein absolvierte er ab 1929 ein Studium der Medizin an den Universitäten Bonn und Würzburg. Nach Studienende wurde er 1935 approbiert und 1936 in Köln zum Dr. med. promoviert.
Selbach war seit 1934 Mitglied der SA und seit 1937 der NSDAP. Des Weiteren gehörte er der NSV, dem NS-Dozentenbund und dem NS-Ärztebund an.
Ab 1936 war er Assistent an der Universitätsnervenklinik Köln, wo er 1937/38, gefördert von der Notgemeinschaft der Deutschen Wissenschaft, zur Auslösung epileptischer Anfälle mittels Cardiazol forschte. Von Köln wechselte er 1938 an die Berliner Universitätsnervenklinik. In Berlin beteiligte er sich 1939 beim Kaiser-Wilhelm-Institut für Hirnforschung in Berlin-Buch unter Hugo Spatz an dem durch die DFG geförderten Forschungsprojekt „Pufferungspotenz des Hirn- und Lebergewebes unter Insulin- und Cardiazol-Einfluß“. Nach seiner Habilitation wurde er 1940 Privatdozent und Oberarzt an der von Max de Crinis geführten Universitätsnervenklinik Berlin.
Ab 1941 leitete er die Chemische Abteilung am Kaiser-Wilhelm-Institut für Hirnforschung (Als solcher hatte er 1944 auch Kontakt zu Hans Heinze in Görden). Mit Alois Eduard Kornmüller forschte er 1941 im Rahmen des DFG-Forschungsprojektes zur Luftfahrtmedizin mit der Bezeichnung „Versuche über den Einfluß der Anoxämie (Sauerstoffmangel im Blut) auf den Zellgewebestoffwechsel der Hirnrinde und über die Wirkungen des Unterdrucks“. Des Weiteren forschte er 1942 über „Blutzusammensetzung und den Bluteiweißgehalt bzw. dessen Verschiebungen unter Elektroschockwirkungen“.

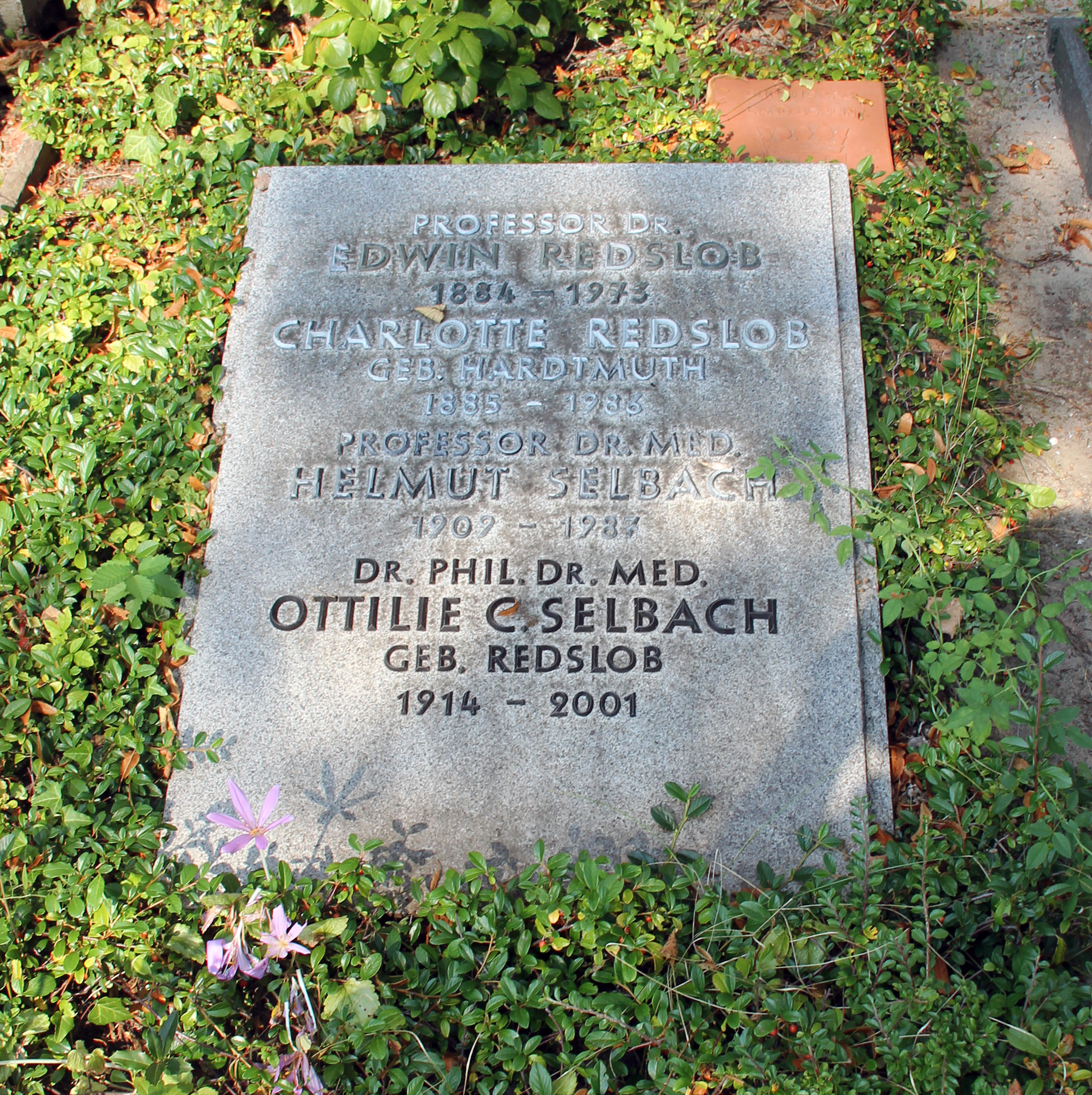
Grab von Helmut Selbach auf dem St.-Annen-Kirchhof in Berlin-Dahlem

Nach Kriegsende wechselte Selbach an die Universitätsnervenklinik Marburg, wo er 1949 zum außerplanmäßigen Professor ernannt wurde. Von 1950 bis zu seiner Emeritierung 1976 war er ordentlicher Professor an der Freien Universität Berlin und leitete als Direktor die Psychiatrische und Neurologische Universitätsklinik.
Von 1953 bis 1971 war er Vorsitzender der Berliner Gesellschaft für Psychiatrie und Neurologie und seit 1974 dort Ehrenmitglied. Ab 1975 gab er die Fachzeitschrift Pharmako-Psychiatrie heraus.
Selbach war seit 1948 mit der Psychologin und Ärztin Ottilie Constanze (1914–2001), geborene Redslob (Tochter von Edwin Redslob), verheiratet.
Helmut Selbach starb 1987 im Alter von 77 Jahren. Sein Grab befindet sich auf dem St.-Annen-Kirchhof in Berlin-Dahlem. Er ruht dort neben seiner Frau und deren Eltern.

## Schriften
- Ergebnisse der Guanidinforschung, Bonn 1935 (Med. Diss. an der Universität Bonn)
- Physikalisch-chemische Untersuchungen zur Frage der Hirnvolumensvermehrung (Hirnschwellung und Hirnödem), Springer, Berlin 1940
- Das depressive Syndrom: Internat. Symposion, Berlin am 16. u. 17. Febr. 1968 / Hrsg. von Hanns Hippius u. Helmut Selbach, Urban u. Schwarzenberg, München, Berlin, Wien 1969.